# Anssi Karttunen
Anssi Karttunen (* 1960) ist ein finnischer Cellist.

## Leben und Wirken
Zu Karttunens Lehrern gehören Erkki Rautio, William Pleeth, Jacqueline du Pré und Tibor de Machula.
Er brachte mehr als 150 Werke zur Uraufführung, darunter mehrere Cellokonzerte, u. a. von Magnus Lindberg, Kaija Saariaho, Rolf Wallin, Luca Francesconi und Tan Dun. Von 1999 bis 2005 wirkte er als Solocellist bei der London Sinfonietta. Karttunen ist mit Ernst Kovacic (Violine) und Steven Dann (Viola) Mitglied im Streichtrio Zebra. In Liederabenden trat er u. a. mit Magnus Lindberg, Nicolas Hodges, Jennifer Koh und John Paul Jones auf. Konzerte führten ihn durch Europa.
Zahlreiche CDs dokumentieren seine Arbeit u. a. mit der London Sinfonietta, dem Los Angeles Philharmonic Orchestra und dem Philharmonia Orchestra. 2013 wurde seine Aufnahme von Dutilleux’ Cellokonzert mit dem Gramophone Classical Music Awards ausgezeichnet.
Karttunen amtierte von 1994 bis 1998 als künstlerischer Direktor des Avanti!-Chamber Orchestra. 1995 war er künstlerischer Direktor der Helsinki Biennale und von 1994 bis 1997 des Suvisoitto-Festivals in Porvoo. Ferner war er 2015 künstlerischer Direktor des Festivals Musica Nova Helsinki.
Auch trat er bereits als Dirigent in Erscheinung u. a. mit dem Royal Flanders Philharmonic Orchestra, dem Celloensemble des Los Angeles Philharmonic Orchestra, dem Gaida Ensemble in Vilnius und dem NJO String Orchestra.
Er spielt auf einem Cello von Francesco Ruggeri (um 1670).